# Giordano Turrini
Pour l’article ayant un titre homophone, voir Turini.
Giordano Turrini (né le 28 mars 1942 à Anzola dell'Emilia) est un coureur cycliste italien. Il a notamment été champion du monde de tandem en 1968 avec Walter Gorini, et médaillé d'argent de la vitesse individuelle aux Jeux olympiques d'été de 1968 à Mexico.

## Palmarès

### Jeux olympiques
- Mexico 1968
  -  Médaillé d'argent de la vitesse individuelle

### Championnats du monde
- 1965
  -  Médaillé d'argent de la vitesse individuelle amateurs
- 1966
  -  Médaillé de bronze du tandem
- 1968
  -  Champion du monde du tandem (avec Walter Gorini)
- 1971
  -  Médaillé de bronze de la vitesse individuelle professionnels
- 1972
  -  Médaillé de bronze de la vitesse individuelle professionnels
- 1973
  -  Médaillé d'argent de la vitesse individuelle professionnels
- 1976
  -  Médaillé d'argent de la vitesse individuelle professionnels

### Championnats nationaux
- Champion d'Italie de vitesse individuelle amateurs en 1965 et 1967
- Champion d'Italie de tandem en 1964 avec Giovanni Pettenella et en 1966 et 1968 avec Walter Gorini
- Champion d'Italie de vitesse individuelle en 1970, 1971, 1972, 1974, 1975, 1978, 1979, 1980